# کوشورو پونتا
کوشورو پونتا (به اسپانیایی: Kushuru Punta) یک کوه در پرو است که در Peru, Ancash Region واقع شده‌است. کوشورو پونتا ۴٬۸۰۰ متر بالاتر از سطح دریا واقع شده‌است.